# Tour of Iran (Azerbaigian)
Il Tour of Iran (Azerbaigian) (in persiano: تور دوچرخه سواری آذربايجان) è una corsa a tappe di ciclismo su strada che si disputa annualmente nella regione dell'Azerbaigian iraniano, in Iran. Aperta ai professionisti dal 2004, è inserita nel calendario dell'UCI Asia Tour come gara di categoria 2.1 (dal 2005 al 2013 categoria 2.2). Fino al 2012 era noto come Azerbaijan Tour.

## Albo d'oro
Aggiornato all'edizione 2023.
| Anno                      | Vincitore            | Secondo                 | Terzo                   |
| Azerbaijan Tour           | Azerbaijan Tour      | Azerbaijan Tour         | Azerbaijan Tour         |
| ------------------------- | -------------------- | ----------------------- | ----------------------- |
| 1986                      | Mohammad Reza Bajoul | Davoud Zeynali          | Abdolqasem Rahmaniyan   |
| 1987                      | Mohammad Reza Bajoul | Hassan Milani           | Ahad Pourniyazi         |
| 1988                      | Mohammad Reza Bajoul | Akbar Amjadi            | Mehran Safarzadeh       |
| 1989                      | Hossein Mahmoudi     | Mostafa Chaychi         | Alireza Zangiabadi      |
| 1990                      | Hossein Mahmoudi     | Abas Ismaili            | Alireza Zangiabadi      |
| 1991                      | Tamer Avral          | Ayhan Aytakin           | Jamal Sheykhooni        |
| 1992                      | Hassan Sharifzadeh   | Khosrow Qamari          | Hussain Eslami          |
| 1993                      | Kasta Kolov          | Majid Vafaei            | Azari                   |
| 1994                      | Dmitrij Katmakov     | Majid Sheyk             | Manis Shabloni          |
| 1995                      | Yurij Chekov         | Valery Tityev           | Hossein Askari          |
| 1996                      | Sergej Belousov      | Ahad Kazemi             | Konstantin Kuznetsov    |
| 1997                      | Andrej Mizurov       | Valery Titiyov          | Sergej Belousov         |
| 1998                      | Ahad Kazemi          | Ghader Mizbani          | Andrej Kashin           |
| 1999                      | Ahad Kazemi          | Hossein Askari          | Ghader Mizbani          |
| 2000                      | Ghader Mizbani       | Hossein Maleki          | Ahad Kazemi             |
| 2001                      | Ahad Kazemi          | Hossein Askari          | Vazgen Golijaniyan      |
| 2002                      | Ghader Mizbani       | Mert Mutlu              | Ahad Kazemi             |
| 2003                      | Ahad Kazemi          | Mehdi Sohrabi           | Pawel Novdak            |
| 2004                      | Alexey Kolessov      | Mostafa Rezaei Khormizi | Mert Mutlu              |
| 2005                      | Ghader Mizbani       | Ahad Kazemi             | Omar Hasanein           |
| 2006                      | Ghader Mizbani       | Ahad Kazemi             | Mostafa Rezaei Khormizi |
| 2007                      | Hossein Askari       | Ghader Mizbani          | Rahim Emeni             |
| 2008                      | Hossein Askari       | Ghader Mizbani          | Ahad Kazemi             |
| 2009                      | Ahad Kazemi          | Hossein Askari          | Ghader Mizbani          |
| 2010                      | Ghader Mizbani       | Amir Zargari            | Hossein Askari          |
| 2011                      | Mahdi Sohrabi        | Hossein Askari          | Ghader Mizbani          |
| 2012                      | Javier Ramírez       | Abbas Saedi Tanha       | Hossein Askari          |
| Tour of Iran (Azarbaijan) |                      |                         |                         |
| 2013                      | Ghader Mizbani       | Milan Kadlec            | Amir Kolahdozhagh       |
| 2014                      | Ghader Mizbani       | Mirsamad Pourseyedi     | Ramin Mehrabani         |
| 2015                      | Mirsamad Pourseyedi  | Rahim Emami             | Ramin Mehrabani         |
| 2016                      | Mirsamad Pourseyedi  | Ahad Kazemi Rahim Emami | Arvin Moazemi           |
| 2017                      | Rob Ruijgh           | Ilya Davidenok          | Nicola Toffali          |
| 2018                      | Dmitry Sokolov       | Meron Abraham           | Venantas Lašinis        |
| 2019                      | Savva Novikov        | Cristian Raileanu       | Youcef Reguigui         |
| 2022                      | Gianni Marchand      | Saeid Safarzadeh        | Dawit Yemane            |
| 2023                      | Saeid Safarzadeh     | Anatolij Budjak         | Anton Kuzmin            |